# Vladímir Andréyev (botánico)
Vladimir Nikolaevič Andrejev (Andreev) (translitera al cirílico Владимир Николаевич Андреев) (1907-1987) fue un botánico, y briólogo ruso, realizando extensas expediciones de historia natural hacia distintas regiones del Imperio ruso. Duplicados de sus especímenes se conservan en el Herbario de la Academia de Ciencias de Moldova

## Algunas publicaciones
- vladimir n. Andrejev. 1935. Rastitel’nost’ i prirodnye raiony vostochnoi chasti Bol’shezemel’skoi tundry. [Regiones de vegetación natural y de la parte oriental de la tundra Bol'shezemel'skaya]. Trudy Polarnoi Komissii 22: 1-97 [en ruso]
- 1932. Tipy tundr zapada Bol’shoi Zemli [Tipos de tundra de Zemlya al oeste de Bolshaya]. Trudy Botanicheskogo Muzeya Akademii Nauk SSSR 25: 121-268 [en ruso]
- 1931. Rastitel’nost’ tundry Severnogo Kanina (Geobotanicheskoye izucheniye olen’ikh pastbishch) [Vegetación de la tundra del norte de la península de Kanin (Investigación Geobotánica de las pasturas del reno)], pp. 5-85. En: V. N. Andrejev, A. A. Dedov & Th. V. Sambuk. Olen'i Pastbishcha Severnogo Kraya (Issledovanie tundry kak pastbishcha). Arkhangelsk. [en ruso

## Eponimia
Líquenes
- (Parmeliaceae) Cetraria andrejevii Oxner[3]